# 达那塔乡
达那塔乡（藏語：རྟ་ནག་མདའ་），是中华人民共和国西藏自治区日喀则市谢通门县下辖的一个乡镇级行政单位。

## 行政区划
达那塔乡下辖以下地区：
嘎如冲村、如贵村、顶嘎村、让炯村、许贵村和扎西顶村。